# Коровий Вал
У́лица Коро́вий Вал (в 1952—1990 годах — Добры́нинская у́лица) — улица в районе Замоскворечье Центрального административного округа города Москвы. Проходит от Серпуховской площади до Калужской площади. Нумерация домов ведётся от Серпуховской площади.

## Происхождение названия
Название XVIII—XIX веков дано по Коровьему рынку, находившемся в этом районе у Серпуховских ворот.

## История
Уже в XVII веке существовала Коровья площадка — скотопригонный рынок на Мясницкой улице у Красных ворот. В конце XVIII века Скотопригонный или Животинный двор перевели в Замоскворечье. Разместившийся у Серпуховских ворот рынок в разговорной речи москвичей стал называться Коровьим рынком, так как торговали на нём в основном коровами.
После сноса в 20-е годы XIX века укреплений Земляного вала и формирования улиц нынешнего Садового кольца участок от Серпуховских ворот до Калужских ворот стал улицей Коровий Вал, а близлежащие четыре переулка стали называться Коровьими с добавлением соответствующих порядковых номеров. Несмотря на закрытие рынка в 1886 году, улица и переулки сохранили своё название до 1952 года.
В 1952 году Коровий вал и Коровьи переулки были переименованы соответственно в Добрынинскую улицу и Добрынинские переулки благодаря соседству с Добрынинской площадью, в честь революционера-большевика, участника Октябрьского вооружённого восстания в Москве П. Г. Добрынина. В 1990 году улице было возвращено историческое наименование.
Реконструировалась в 1960-х годах вместе с Житной улицей (противоположная улице Коровий вал внутренняя часть Садового кольца). Здания посередине Садового кольца были снесены, в результате чего на Житной улице больше нет домов с нечётными номерами, а на улице Коровий Вал — с чётными.

## Примечательные здания и сооружения
По нечётной стороне:
- № 1А, стр. 1 — Московско-Ленинский Универмаг («Красное Замоскворечье») (1928—1932, архитектор К. Н. Яковлев)[1][2], ныне — Универмаг «Добрынинский»[3].
- № 3 — Здание кинотеатра «Буревестник» (1952—1957, архитекторы И. В. Жолтовский, В. Л. Воскресенский и другие)[1]. Ныне здание занимает ГБУК МТКМО под руководством А. Градского «Градский Холл» (Театр Градского)[4].
- № 7 — посольство Уганды (офис 3), посольство Гамбии (офис 11А), посольство ЦАР (офис 12), посольство Эритреи (офис 31—32), посольство Чада (офис 37—39), посольство Парагвая (офис 142), посольство Боливии (офис 166—167), посольство Буркина-Фасо (офис 175—176), посольство Сенегала (офис 193—194), посольство Мальты (офис 219), посольство Республики Конго, посольство Сьерра-Леоне.  Ранее здесь также располагались посольство Гватемалы (офис 98), посольство Гвинеи (офис 101—102) и посольство Гвинеи-Бисау.
- № 9 — Жилой дом (2-я половина XIX века)[1], ныне — ОАО «Московский фондовый центр».

## Транспорт
- Станции метро  Добрынинская /  Октябрьская /  Октябрьская.
- Автобусы: маршрут «Б».